# تيدي جايجر
تيدي جايجر (بالإنجليزية: Teddy Geiger)‏ (و. 1988  م) ممثل، ومغني، وعازف بيانو، وعازف قيثارة، ومنتج أسطوانات، وملحن، في روتشستر، قيثارة، وبيانو.

## وصلات خارجية
- تيدي جايجر على موقع IMDb (الإنجليزية)
- تيدي جايجر على موقع ميوزك برينز (الإنجليزية)
- تيدي جايجر على موقع أول ميوزيك (الإنجليزية)
- تيدي جايجر على موقع ديسكوغز (الإنجليزية)
- تيدي جايجر في قاعدة بيانات الأفلام على الإنترنت